# Бутовка (Городнянский район)
Буто́вка (укр. Буті́вка) – село, расположенное на территории Городнянского района Черниговской области (Украина). Расположено в 8 км на северо-восток от райцентра Городни. Население — 317 чел. (на 2006 г.). Адрес совета: 15172, Черниговская обл., Городнянский р-он, село Бутовка, ул. Ленина, 56, тел. 3-71-37. Ближайшая ж/д станция — Городня (линия Гомель-Бахмач), 5 км. Основано в 1625 г.